# Franz König
Se även Franz König (kirurg)
Franz König, född 3 augusti 1905 i Rabenstein an der Pielach, död 13 mars 2004 i Wien, var ärkebiskop av Wien (1956–1986), och kardinal i Romersk-katolska kyrkan. Han var vid tidpunkten för sin död världens näst äldste kardinal och den längst tjänande. Han var son till Franz och Maria König.
König föddes i Warth nära Rabenstein an der Pielach, Niederösterreich, som den äldste av nio barn. Han gick på en katolsk skola i Melk (Stiftsgymnasium) och studerade senare i Rom. Franz König prästvigdes 1933 och gkorde även akademisk karriär (först Privatdozent, senare professor vid universitetet i Salzburg) innan han utsågs till ärkebiskop av Wien 1956 som efterträdare till Theodor Innitzer. König upphöjdes 1958 av påve Johannes XXIII till kardinalpräst med Sant'Eusebio som titelkyrka.
König spelade en nyckelroll i valet av kardinal Karol Wojtyła till påve 1978. König avled i sömnen, 98 år gammal, den 13 mars 2004. Han begravdes i biskopskryptan i Stefansdomen i Wien.